# Antrophyum ponapense
Antrophyum ponapense är en kantbräkenväxtart som beskrevs av H. Itô. Antrophyum ponapense ingår i släktet Antrophyum och familjen Pteridaceae. Inga underarter finns listade.